# Sant Martí
För andra betydelser, se Sant Martí (olika betydelser).
Sant Martí är ett av Barcelonas tio administrativa distrikt och ligger i nordöstra delen av staden. Officiellt är det distrikt 10 och uppdelat i tio delområden. Sant Martí gränsar till 4 av Barcelonas övriga distrikt, i norr mot Sant Andreu och Horta-Guinardó, i väster mot Eixample och i söder mot Ciutat Vella. Sant Martís utsträckning sammanfaller till huvuddelen med vad som fram till 1897 var den fristående kommunen Sant Martí de Provençals. Namnet kommer av kyrkan Sant Martí uppkallad efter Martin av Tours.

## Delområden
De tio olika delområdena (barris, stadsdelar) i Sant Martí är följande:
| Stadsdel                                     | invånare | Yta      | Befolkningstäthet |
| El Camp de l'Arpa del Clot                   | 38 338   | 0,74 km² | 51 687 inv/km²    |
| El Clot                                      | 27 495   | 0,70 km² | 39 506 inv/km²    |
| El Parc i la Llacuna del Poblenou            | 13 468   | 1,11 km² | 12 089 inv/km²    |
| La Vila Olímpica del Poblenou                | 9 240    | 0,94 km² | 9 799 inv/km²     |
| El Poblenou                                  | 31 377   | 1,54 km² | 20 314 inv/km²    |
| Diagonal Mar i el Front Marítim del Poblenou | 11 262   | 1,24 km² | 9 104 inv/km²     |
| El Besòs i el Maresme                        | 23 749   | 1,27 km² | 18 635 inv/km²    |
| Provençals del Poblenou                      | 19 580   | 1,10 km² | 17 719 inv/km²    |
| Sant Martí de Provençals                     | 26 164   | 0,76 km² | 35 100 inv/km²    |
| La Verneda i la Pau                          | 29 460   | 1,12 km² | 26 237 inv/km²    |

## Historik och utveckling
Sant Martí var under medeltiden en församling underställd Santa Maria del Mar. Efter spanska tronföljdskriget blev området år 1716 en fristående kommun. På 1800-talet etablerades flera hundra industrier i Sant Martí vars geografiska läge nära kusten tillsammans med den goda tillgången på vatten förvandlade det tidigare jordbrukssamhället till en industristad. Under andra halvan av 1800-talet och första halvan av 1900-talet var Sant Martí Barcelonas industriella centrum, under 1970 och 1980-talet stängdes huvuddelen av alla idustrierna och området förslummades. 
När Barcelona utsågs till arrangör av de Olympiska sommarspelen 1992 valde man att riva en stor del av industriområdet där man istället anlade olympiabyn. Längs den 3 kilometer långa kustremsan revs samtliga fabriker och ersattes med bostäder och en ny motorväg. Den urbana förnyelsen i Sant Martí fortsatte sedan med den 3 kilometer långa förlängningen av Avinguda Diagonal mellan Glories och Diagonal Mar. I samband med att Barcelona arrangerade Universal Forum of Cultures 2004 genomfördes en omfattande urbanisering av Diagonal Mar med byggande av bostäder, hotell, en större park och ett stort köpcentrum. 
De stora urbana förändringarna i Sant Marti har därefter fortsatt med anläggandet av 22@ området som omfattar 200 hektar mark som tidigare upptogs av industrier. I deras plats har bostäder, kontorsbyggnader samt en park ritad av den franske arkitekten Jean Nouvel uppförts i ett försök att omvandla det tidigare nedgångna industriområdet till ett högteknologiskt företagslandskap baserat runt informations- och kommunikationsteknologi.
Fyra av stadsdelarna inom Sant Martí har gräns ut mot Medelhavet. Kusten består bland annat av en småbåtshamn och ett halvdussin badstränder.

## Galleri

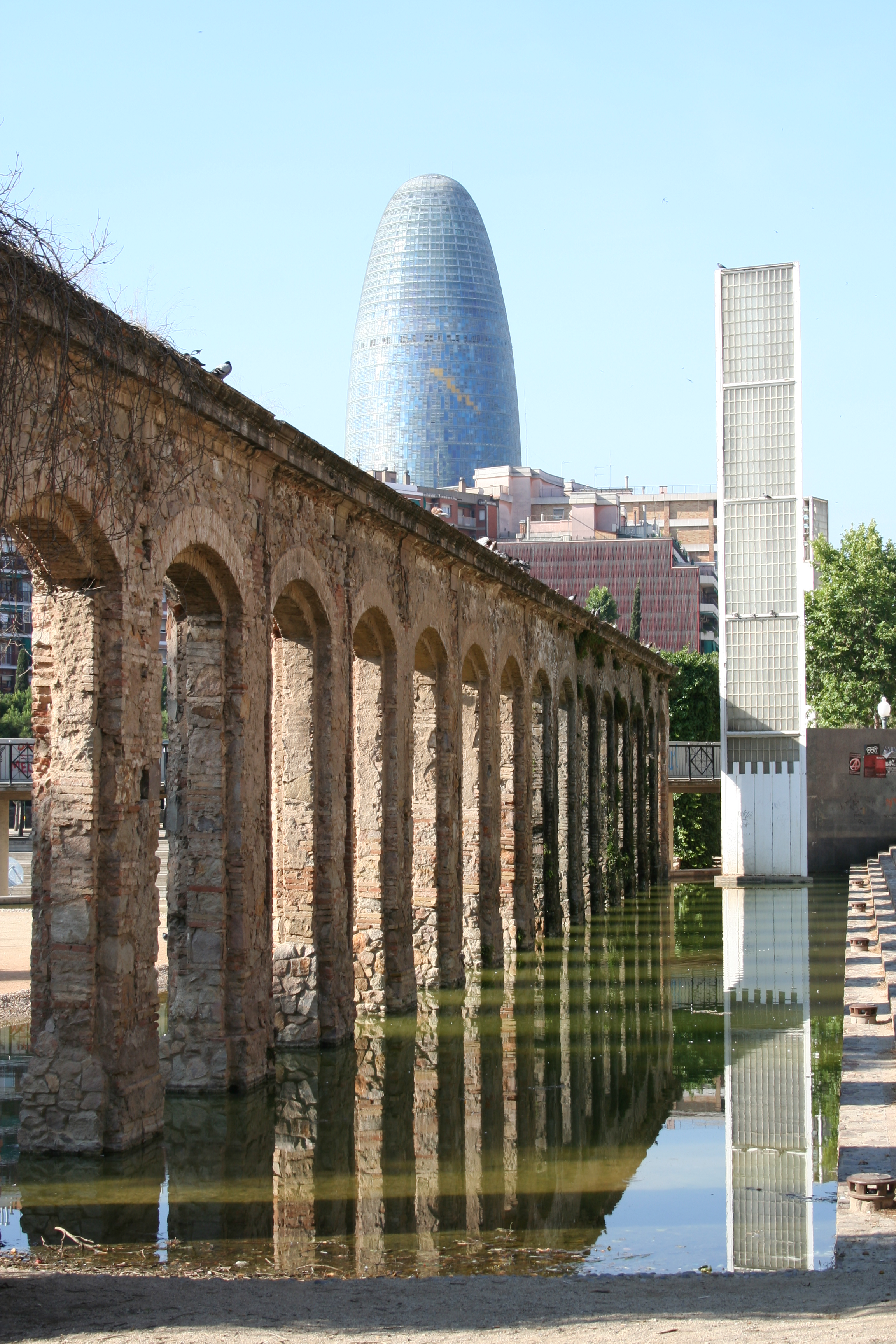
Parc del Clot, en av 13 parker i Sant Martí.
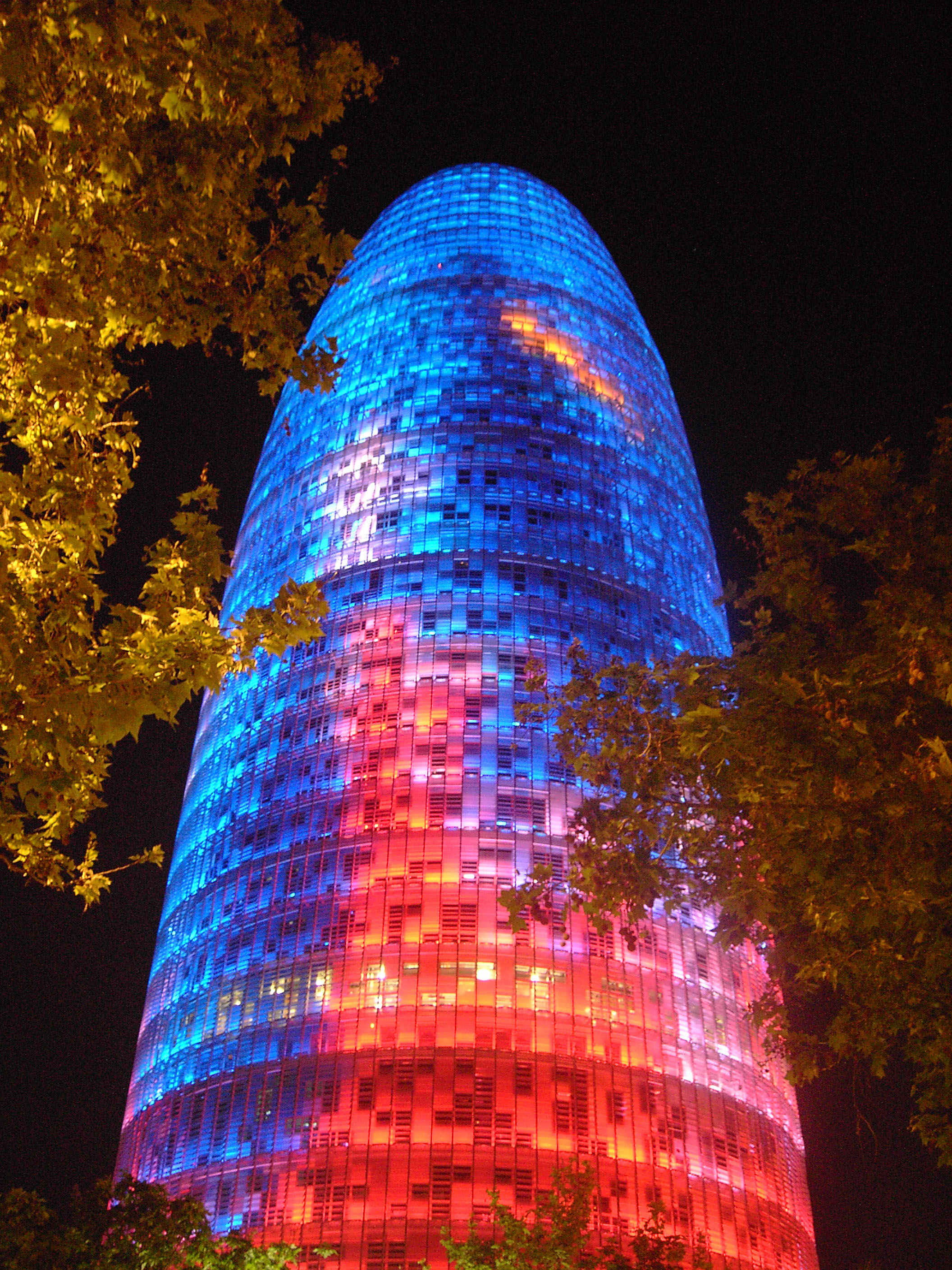
Torre Agbar av Jean Nouvel.
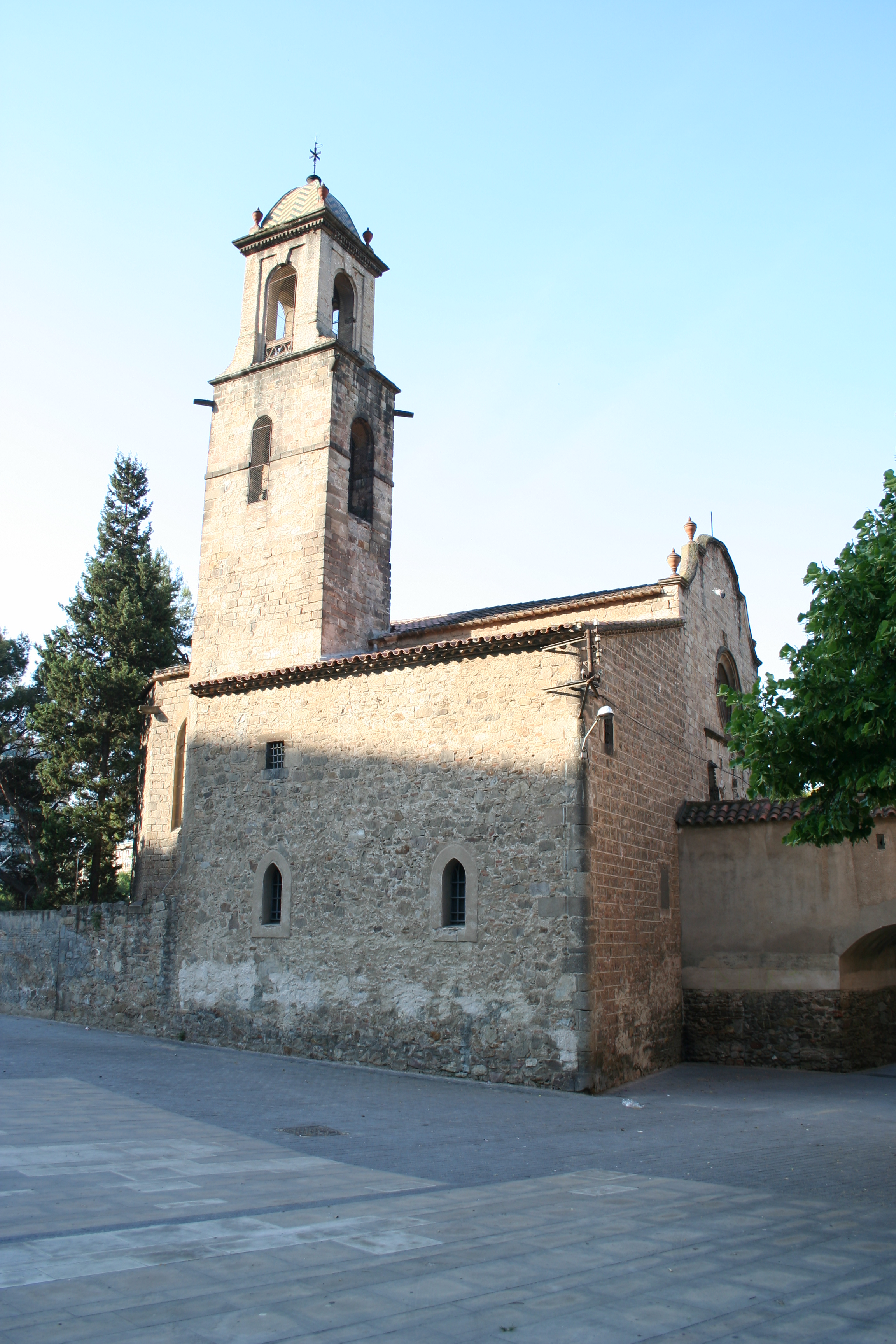
Kyrkan Sant Martí uppförd under 1400-talet är den äldsta byggnaden i distriktet Sant Martí.
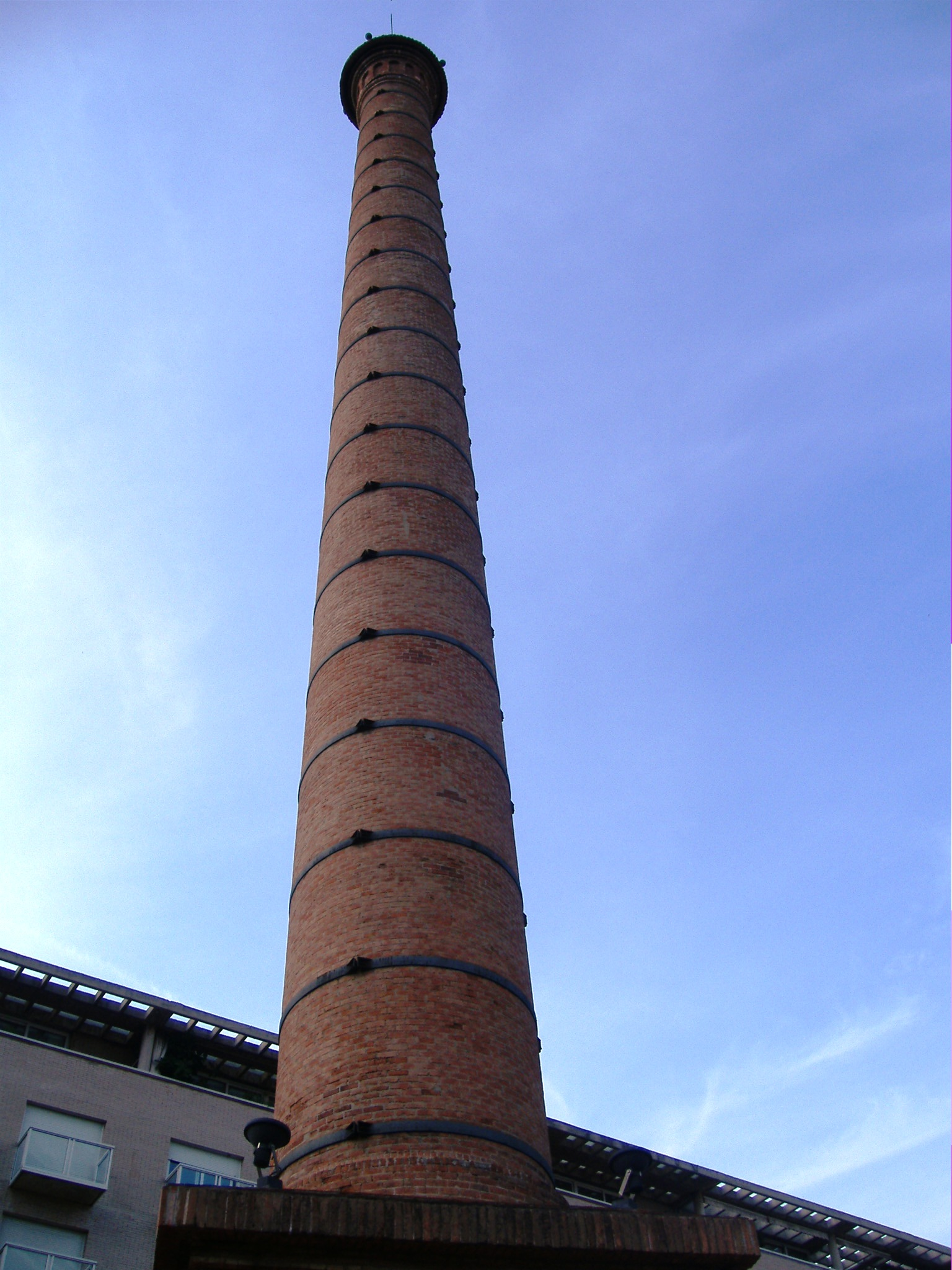
En av många bevarade skorstenar vittnar om Sant Martís industriarv.
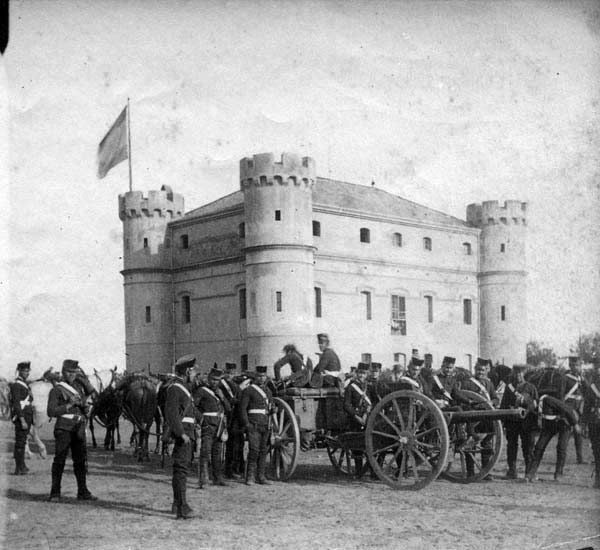
Det sedermera rivna Castell del Camp de la Bota var Francoregimens avrättningsplats i Barcelona, 1 700 politiska fångar avrättades där fram till 1952.